# Tjörn
Tjörn è la sesta isola svedese per grandezza situata sulla costa occidentale del paese.

## Geografia
È connessa a Stenungsund tramite il ponte di Tjörn (Tjörnbron in svedese) e all'isola Orust, a nord, tramite il ponte di Skåpesund (Skåpesundsbron). Il più grande centro abitato è Skärhamn. Altri centri, molti dei quali vecchi paesini di pescatori, sono Rönnäng, Klädesholmen e Kyrkesund.

## Turismo
Durante i mesi estivi la quantità di gente sull'isola raddoppia, passando da 15 000 a quasi 30 000. La maggior parte del flusso turistico è concentrato nella parte sud di Tjörn. A Skärhamn si trovano, tra le altre cose, il Nordiska akvarellmuseet e l'ufficio turistico della Bästkusten.